# روزماري كونلي
روزماري كونلي (بالإنجليزية: Rosemary Conley)‏ هي سيدة أعمال وصحفية بريطانية، ولدت في 19 ديسمبر 1946.

## وصلات خارجية
- روزماري كونلي على موقع ميوزك برينز (الإنجليزية)